# Seznam kitajskih pesnikov
Seznam kitajskih pesnikov.

## A
Alaj -

## B
Bei Dao

## C
Cao Cao - Cui Tu - 

## D
Du Fu - Du Mu - 

## G
Gao Ming - Guan Daošeng - Guo Moruo -

## L
Li Baj (=Li Po ali Li Tai Po) - Li Džu - 

## P
Ping Šin -

## T
Tjan Džjan -

## W
Vang Vei - Ven Jiduo - Vang Jučeng - Vu Čeng -